# Erich II. (Schleswig)
Erich II. (* um 1288; † 12. März 1325) war von 1312 bis 1325 Herzog von Schleswig oder auch Sønderjylland. Er war einziger ehelicher und somit erbberechtigter Sohn des Herzogs Waldemar IV. Erichssohn von Schleswig. Seine Grabstätte befindet sich in der Domkirche der Stadt Schleswig.

## Leben und Wirken
Erich entstammte der „Abelslinie“ des dänischen Königshauses Estridsson, der die 1232–1375 in Schleswig herrschenden Herzöge angehörten, und wurde als erster dieser Nebenlinie von König Erik VI. Eriksson, genannt Menved, Anfang Juli 1312 vor Warnemünde erblich mit Schleswig belehnt, ohne vorher Kämpfe mit dem dänischen König austragen zu müssen. Die Belehnung erfolgte im Fürstentum Rostock, das 1301–1323 ein Lehen der dänischen Krone war. Erich II. versuchte, außerdem seine Belehnung mit der Insel Langeland zu erreichen, mit der sein Onkel Erich Erichssohn Langbein (* 1272; † 1310), der ohne Kinder zu hinterlassen starb, 1295 belehnt worden war. König Erik VI. Menved hatte mit Bauernunruhen und Adelsaufständen in unterschiedlichen Teilen des Königreichs Dänemark zu kämpfen; daher schloss er am 9. August 1313 einen Vergleich mit Herzog Erich, der dadurch in den Besitz des Kronguts in Schleswig kam.
Dennoch gab es auch weiterhin fast jedes Jahr erneute Unstimmigkeiten und Schlichtungen zwischen den beiden. Herzog Erich II. nahm 1318 Langeland von der Witwe seines Onkels Erich Langbein, Sophia Burghardstochter von Querfurt-Rosenburg († 1325), einer Tochter von Burchard VIII., Burggraf von Magdeburg, und seiner ersten Gattin Judith von Sachsen, der Witwe König Eriks IV. Plovpenning von Dänemark und Tochter Kurfürst Albrechts I. von Sachsen.
Nach dem Tod von König Erik VI. Menved im November 1319 kam es zu einem kurzen Thronfolgestreit zwischen Erich II. und des Königs Bruder Christoph II., der Anfang 1320 zum König gewählt wurde. Herzog Erich erreichte jetzt seine Belehnung mit Langeland, hierdurch hatte er seine Herrschaft im Herzogtum Schleswig abgesichert.

## Familie
Erich II. heiratete 1313 Adelheid, eine Tochter von Heinrich I. von Holstein-Rendsburg († Januar 1350). Ihre Kinder waren Waldemar, der beim Tod des Vaters minderjährig war, und Helvig, die 1340 mit König Waldemar IV. Christofferssohn Atterdag verheiratet wurde.